# Rechtweisende Peilung
Eine rechtweisende Peilung (englisch true bearing, TB) ist definiert als Winkel zwischen rechtweisend Nord (engl. true north, TN) und der Linie Bodensender – Flugzeug  bzw. Flugzeug – Bodensender, gemessen im Uhrzeigersinn.
Da hierbei Verwechslungen auftreten können, sollte man hinzufügen, ob die Peilung zum Bodensender hin (engl. true bearing to the station) oder vom Bodensender weg (engl. true bearing from the station) gemeint ist. Die Q-Gruppen QTE und QUJ definieren dieses eindeutig:
| QTE: Rechtweisende Peilung vom Bodensender zum Flugzeug QUJ: Rechtweisende Peilung vom Flugzeug zum Bodensender |
| --- |

Eine rechtweisende Peilung kann direkt in Luftfahrtkarten oder Seekarten eingetragen werden, da diese nach den rechtweisenden Meridianen ausgerichtet sind. Das gilt nicht für Funknavigationskarten, die missweisende Peilungen bzw. missweisende Kurse angeben.
Der Begriff „rechtweisende Peilung“ ist nicht auf die Flugnavigation beschränkt, sondern wird in allen Fällen verwendet, in denen eine Richtung auf den geografischen Nordpol der Erde bezogen wird.
Im Allgemeinen wird eine rechtweisende Peilung als Normalfall angenommen und nicht besonders gekennzeichnet, da sie – im Gegensatz zur missweisenden Peilung – unabhängig von Zeit und Ort ist.
Bei allen Navigationsberechnungen ist allerdings zu berücksichtigen, dass ein Magnetkompass stets eine missweisende Richtung anzeigt, die zur Erlangung einer rechtweisenden Richtung zeit- und ortsabhängig „beschickt“ (rechnerisch korrigiert) werden muss.